# Полна (Горецкий район)
Полна́ (бел. Пална́) — деревня в составе Овсянковского сельсовета Горецкого района Могилёвской области Республики Беларусь.

## История
Упоминается в 1643 году как деревня Польна в Козловичском войтовстве Шкловской волости в Оршанском повете Великого Княжества Литовского.

## Население
- 1999 год — 166 человек
- 2010 год — 142 человека